# Eppo Doeve

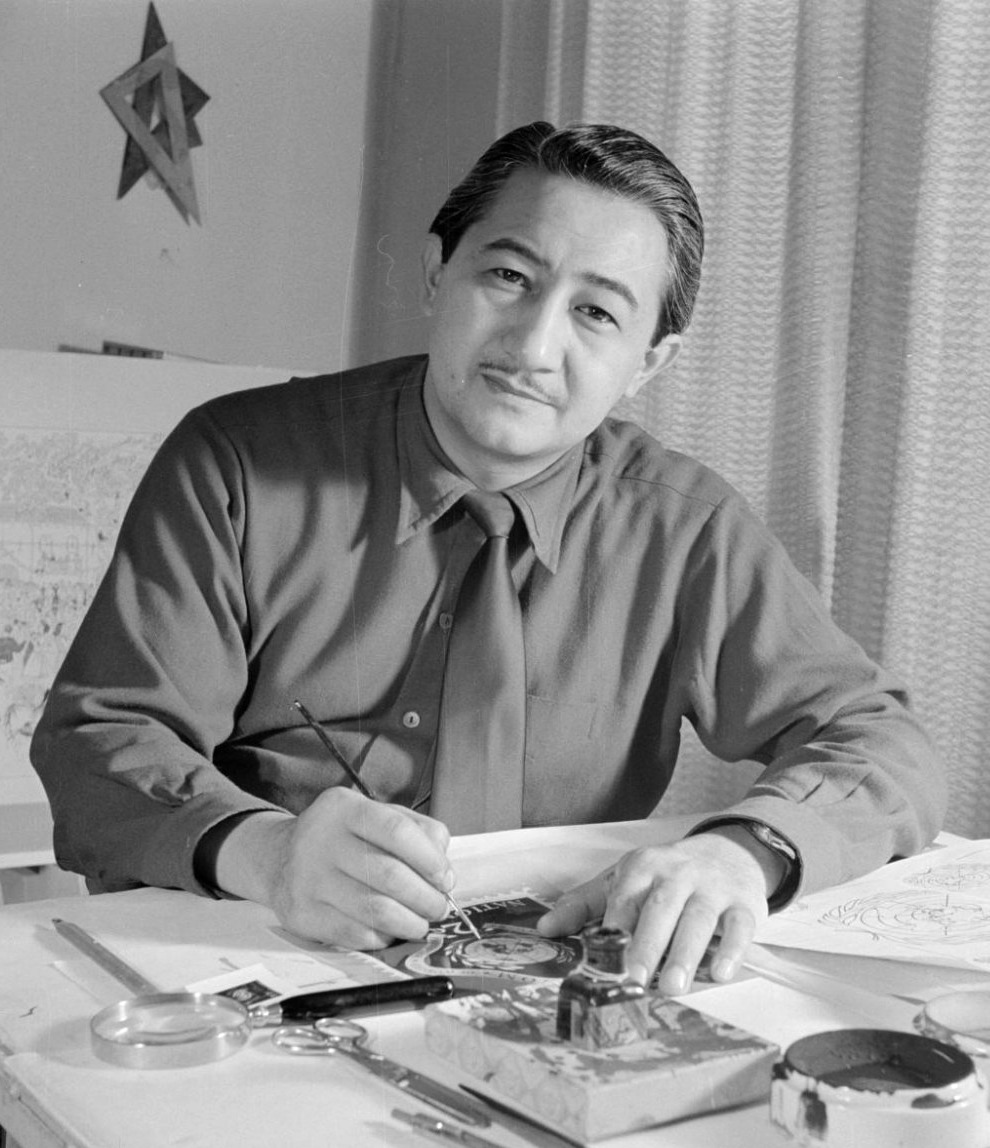
Eppo Doeve in 1951

Joseph Ferdinand ('Eppo') Doeve (Bandoeng (Nederlands-Indië), 2 juli 1907 - Amsterdam, 11 juni 1981) verwierf vooral bekendheid als tekenaar, ontwerper en boekbandontwerper.

## Levensbeschrijving
In 1927 vertrok Doeve uit Bandung om zich te vestigen in Wageningen, waar hij aan de Landbouwhogeschool ging studeren. Tijdens zijn studietijd was hij lid van het Wageningsch Studenten Corps (de huidige Wageningse Studenten Vereniging Ceres) en trompettist van het oudste studenten jazzorkest ter wereld, de Ceresband.
Voor de Tweede Wereldoorlog werkte hij voor enkele opiniebladen. Van kort na de bevrijding van Nederland tot aan zijn overlijden werkte hij voor Elseviers Weekblad. Hij voorzag het blad wekelijks van een politieke prent en maakte illustraties bij reportages. In 1948 ontwierp hij het eerste affiche van het zojuist opgerichte Holland Festival.

## Werk
Doeve illustreerde reclamecampagnes van onder andere Heineken en Philips. Verder ontwierp hij decors en tekende omslagen voor veel van de vroege Prisma Pockets, zoals 1975, de atoombom is gevallen. Hij schilderde ook portretten. In de jaren-1950 was hij verantwoordelijk voor de Nederlandse bankbiljetten: de serie Erflaters I met portretten van grote Nederlanders uit het verleden.
- Dame in korset: illustratie bij Bertus Aafjes, Amoureus liedje in de morgen-stond, Orpheus (A.A.M. Stols) nr.1

## Varia
De kunstenaar was lid van Arti et Amicitiae te Amsterdam. Sinds april 1973 was hij ridder in de Orde van Oranje Nassau, de onderscheiding werd hem door Ivo Samkalden, dan burgemeester van Amsterdam, opgespeld.

## Na zijn dood
Er bleef veel belangstelling voor zijn werk bestaan. Doeve-kenner Jop Euwijk (Spijkenisse, 1984) schreef een rijk geïllustreerd tijdschriftboek over Doeve, met als titel Eppo Doeve. Ter Herinnering 1907-1981, dat in 2013 verscheen als uitgave van Elseviers Weekblad.
In de 21ste eeuw kreeg Doeve de volgende solo-tentoonstellingen:
- Crisis in het Persmuseum in het Persmuseum in Amsterdam met de politieke tekeningen van Doeve over de Nederlandse economie van 1932 tot 1981 (zomer 2013).
- Eppo Doeve in Arti: Hij kon alles wat hij wilde, en wilde alles wat hij kon in Arti et Amicitiae in Amsterdam (14 juni tot 14 juli 2013)
- Eppo Doeve: Terug in Wageningen (over zijn vroege werk), in De Casteelse Poort in Wageningen (19 mei tot 20 oktober 2019)[1][2]